# Chaophraya Aphaiphubet (Baen)
Chaophraya Aphaiphubet (Baen) ( tiếng Thái: เจ้าพระยาอภัยภูเบศร (แบน) , tiếng Khmer: ចៅពញាអភ័យធីបែស បែន ,? – 1811), còn được gọi là Chaofa Talaha (Baen) ( tiếng Khmer: ចៅហ្វាទឡ្ហៈបែន , tiếng Thái: เจ้าฟ้าทะละหะ (แบน) ) hoặc Chau Hua Pen ( tiếng Khmer: ចៅហ្វ៊ាបែន ), là một vị quan người Campuchia, sau này là một thống đốc trong triều đình Xiêm. Ông được biết đến trong bối cảnh tiếng Việt là Chiêu Chùy Biện (昭錘卞).
Baen vốn là một quý tộc Khmer với danh hiệu Oknya Yomreach ( ឧកញ៉ាយោមរាជ hoặc Phraya Yommarat พระยายมราช trong tiếng Thái). Năm 1782, Baen và Oknya Kalahom (Suos) ( ឧកញ៉ាក្រឡាហោម (សួស) ) bắt được vị quan nhiếp chính thân Việt Nam là Tể tướng Talaha (Mu) và xử tử ông ta. Ngay sau đó Baen đã xảy ra xung đột với đồng minh của mình, Suos. Baen ám sát Suos. Biết Suos bị giết, phiến quân Chăm tấn công Phnom Penh, buộc Baen, vua Ang Eng và Oknya Kalahom (Pok) chạy trốn đến Battambang rồi qua Xiêm. Vua Xiêm là Rama I bắt Ang Eng mang về Bangkok. Trong thời gian vua vắng mặt, Baen làm nhiếp chính và làm việc cho Xiêm, và được thăng chức thành Chaophraya Aphaiphubet.
Năm 1785, vua Rama I phái quân Xiêm tấn công Gia Định, Baen tuyển 5000 lính Campuchia để hỗ trợ quân Xiêm. Sau đó, ông ta nảy sinh mâu thuẫn với vị chúa Nguyễn đang lưu vong ở Xiêm là Nguyễn Ánh (còn gọi là Chao Anam Kok, Chiêu Nam Cốc trong tiếng Thái). Baen bị Nguyễn Ánh tố cáo vào năm 1790.
Ang Eng được phép trở lại Oudong vào năm 1794. Nhưng triều đình Campuchia đã chia thành hai phe, một phe ủng hộ Ang Eng, phe kia ủng hộ Baen. Để ngăn Campuchia khỏi hỗn loạn, Rama I đã ra lệnh cho Baen rời khỏi Oudong. Battambang và Xiêm Riệp được tách ra khỏi Campuchia. Baen được bổ nhiệm làm chao muang (thống đốc, chiêu mường) của hai tỉnh này dưới sự thống trị của Xiêm. Ông mất năm 1811.
Baen cũng là người sáng lập Dòng họ Abhaiwongse.

## Gia đình
- Con trai: 
  - Phraya Aphaiphubet (Ros): thống đốc thứ 3 của Battambang
  - Phra Ang Kaew (Ma): quan chức của triều đình Campuchia
  - Phra Narintharaborirak (Um): quan chức của Battambang
  - Phra Yokrabat (Dom): quan chức của Battambang
  - Luông Muang (Maw): quan chức của Battambang
  - Luông Sachakhom: quan chức của Muang Tanod, thị trấn trực thuộc Battambang
  - Kong
  - Ket
- Con gái: 
  - Mom Yu: kết hôn với một thành viên của hoàng gia Xiêm
  - Naek Thep: thê thiếp của Ang Chan II; cũng là mẹ của công chúa Ang Bean (chị gái cùng cha khác mẹ với Ang Mey).
  - Mee
  - Pok
  - Paen
  - Nuam
  - Mied
  - Kaew